# 甘肃省徽县第一中学
甘肃省徽县第一中学，简称徽县一中，是一所位于甘肃省徽县的市级示范中学。其前身是成立于1940年的徽县师范学校。1962年改名为徽县第一中学。